# Itoigawaite
La itoigawaite è un minerale appartenente al gruppo della lawsonite.

## Etimologia
Il nome deriva dalla località di rinvenimento: ad Oyashirazu, villaggio giapponese nei pressi di Itoigawa.